# چارلز نلسون ریلی
چارلز نلسون ریلی (به انگلیسی: Charles Nelson Reilly) (زاده ۱۳ ژانویه ۱۹۳۱ - درگذشته ۲۵ می ۲۰۰۷) بازیگر آمریکایی است.
از فیلم‌های معروف او می‌توان به گویندگی در راک-ای-دودل اشاره کرد.